# Quartiere Repubblica
Il quartiere Repubblica (detto anche quartiere Marsala; Repüblica o Marsala in dialetto corbettese, AFI: [ʀepüβlika]), è un quartiere del comune di Corbetta in provincia di Milano, distante meno di mezzo chilometro dal centro del comune di appartenenza. Esso contava 978 abitanti al 2011.

## Storia
La fondazione del quartiere Repubblica deve ricondursi nella storia di Corbetta al grande boom economico degli anni '60 a cui risalgono la maggior parte dei fabbricati ivi presenti che vennero costruiti appunto su commissione delle Ferrovie dello Stato per ospitare i molti ferrovieri impiegati nella linea Milano-Novara del servizio ferroviario suburbano di Milano.
L'area è in gran parte ancora oggi occupata da aree residenziali e da esercizi commerciali di grandezza medio-piccola, nonché da piccole industrie artigianali.
Le unità abitative si sono sviluppate progressivamente in tre grandi quartieri residenziali lungo l'asse di via Repubblica, che completa la circonvallazione che consente di ruotare attorno al comune di Corbetta evitandone il centro. Il più vecchio di questi quartieri è il Marsala, il quale risale agli anni '60, seguito dal Vespucci e infine dal Meraviglia (2007) che ha recuperato dei vecchi stabili che dovevano essere adibiti ad uffici ma che non erano mai stati completati.
La vicinanza poi con l'area dei grandi supermercati corbettesi e con la Strada statale 11 Padana Superiore, ha portato negli anni alla nascita di diverse case che comunque non hanno impedito il formarsi di una vasta area verde denominata appunto Parco della Repubblica, ove si trovano alcune strutture sportive come un campo da basket ed uno da calcio e dove ogni anno, il 2 giugno (Festa della Repubblica) si tengono le celebrazioni per la commemorazione della proclamazione della Repubblica Italiana.
Il quartiere accoglie inoltre la locale stazione dei Vigili del Fuoco che operano su tutto il territorio di Corbetta, Santo Stefano Ticino e Vittuone.
Il quartiere dispone anche di una scuola materna, sorta nel moderno contesto del "Bosco Urbano di Corbetta", un'area verde piantumata con diverse essenze arboree.

## Edifici notevoli

### Cappella della Madonnina

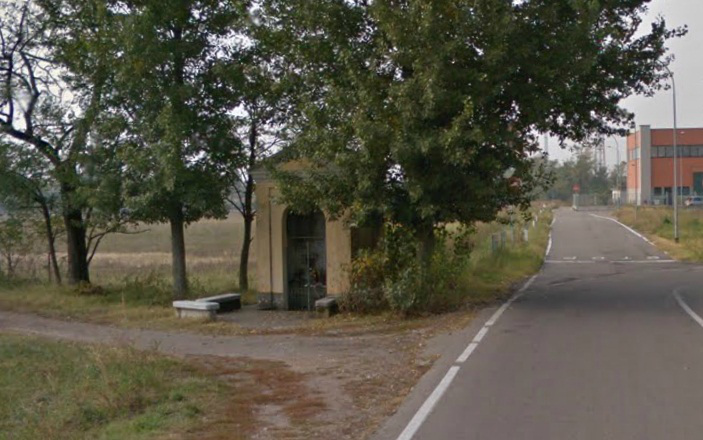
Cappella della Madonnina presso l'odierno Quartiere Repubblica di Corbetta

Nota dialettalmente con l'appellativo di Madunìna, la piccola cappella votiva (ubicata in prossimità dell'attuale via Monte Bianco) venne costruita negli anni '20 del Novecento da un agricoltore locale originario di Albairate come segno di riconoscenza alla Madonna per una grazia ricevuta. La cappella è stata donata dagli eredi nel 2010 alla parrocchia di Corbetta che a partire dal 2014 ne ha curato i restauri.
La struttura è di ridotte dimensioni, con tetto a capanna, decorata con cornici a stucco nella parte esterna è protetta dall'esterno tramite un cancello in ferro battuto. All'interno è presente un altare a muro con un affresco rappresentante la "Madonna del grano". L'esterno della cappella è corredato da un piccolo spiazzo piastrellato in serizzo con tre panchine del medesimo materiale. Durante il mese mariano la cappella, assieme al santuario cittadino, è una delle mete principali dei pellegrinaggi dei devoti corbettesi.

## Il Comitato del Quartiere "Repubblica"
Il quartiere Repubblica dispone di un proprio comitato di quartiere che coadiuva il comune di Corbetta nell'amministrazione del quartiere, rappresentando gli interessi dei cittadini locali in comune.
- Sede del Comitato di Quartiere - Via Repubblica - 20011 Corbetta (MI)

### Elenco dei presidenti del Comitato di Quartiere "Repubblica"
| nome                | carica     | dal  | al        |
| ------------------- | ---------- | ---- | --------- |
| Rosario Di Marco    | presidente | ?    | ?         |
| Giovanni Platania   | presidente | ?    | 2015      |
| Raffaele Bilotti    | presidente | 2015 | 2018      |
| Cristina Di Luciano | presidente | 2018 | 2020      |
| Marjeta Plaka       | presidente | 2020 | in carica |